# Zamania
Zamania es una ciudad y municipio situado en el distrito de Ghazipur en el estado de Uttar Pradesh (India). Su población es de 33243 habitantes (2011). 

## Demografía
Según el censo de 2011 la población de Zamania era de 33243 habitantes, de los cuales 17322 eran hombres y 15921 eran mujeres. Zamania tiene una tasa media de alfabetización del 76,60%, superior a la media estatal del 67,68%: la alfabetización masculina es del 85,23%, y la alfabetización femenina del 67,17%.